# Nerisopam
Il nerisopam è uno psicofarmaco appartenente alla categoria delle 2,3-benzodiazepine, correlato per effetti al tofisopam. Se somministrato ad animali ha potenti effetti ansiolitici e neurolettici.